# Robert Shwartzman

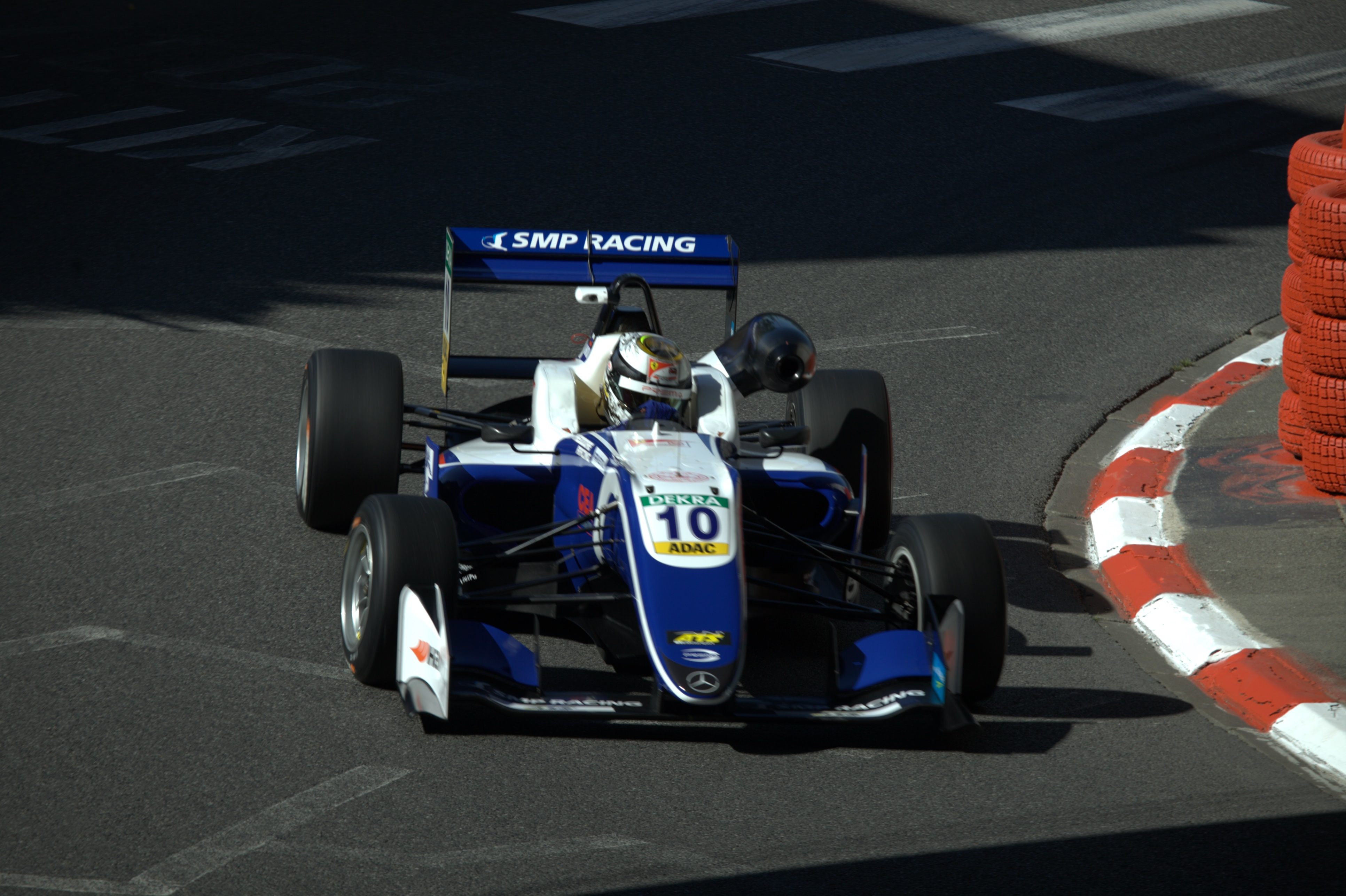
Shwartzman corriendo en Fórmula 3 Europea, 2018

Robert Mikhailovich Shwartzman (en ruso: Ро́берт Миха́йлович Шва́рцман, Tel Aviv, Israel; 16 de septiembre de 1999), conocido como Robert Shwartzman, es un piloto de automovilismo ruso-israelí. Desde 2017 hasta 2022 fue miembro de la Academia de pilotos de Ferrari, siendo piloto reserva de la escudería Ferrari en Fórmula 1 en 2023 y 2024. En 2024 fue piloto del equipo AF Corse en la categoría Hypercar del Campeonato Mundial de Resistencia de la FIA. En 2025 es piloto de Prema Racing en la IndyCar Series.
Fue campeón de la Toyota Racing Series y tercero en el Campeonato Europeo de Fórmula 3 en 2018, campeón del Campeonato de Fórmula 3 de la FIA al año siguiente (como debutante), y subcampeón del Campeonato de Fórmula 2 de la FIA en 2021.
Debutó oficialmente en la Fórmula 1 en los entrenamientos libres del Gran Premio de los Estados Unidos de 2022.

## Carrera
En 2018 fue tercero en la Fórmula 3 Europea y campeón de la Toyota Racing Series el mismo año.

### Fórmula 3 y Fórmula 2

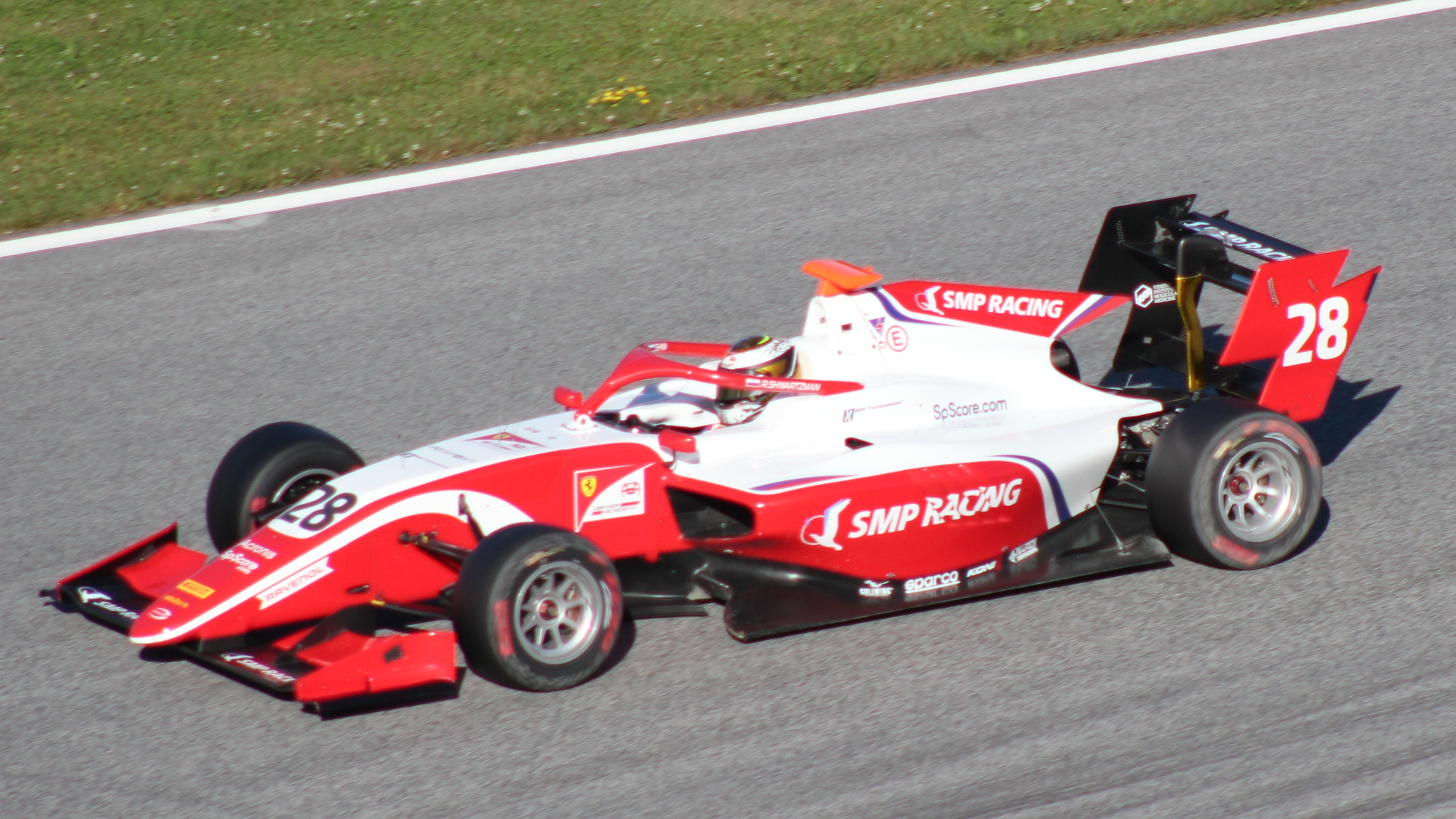
Shwartzman en la ronda de Spielberg de Fórmula 3 en 2019.

En 2019 compitió en la Fórmula 3 con el equipo Prema, junto a Marcus Armstrong y Jehan Daruvala. Logró tres victorias y se quedó con el campeonato de pilotos con 212 unidades, delante de sus compañeros de equipo.
Continuó con Prema en 2020 para competir en la Fórmula 2, siendo nuevo compañero de Mick Schumacher. En esta categoría ha ganado dos de sus primeras cinco carreras y fue líder del campeonato durante las primeras rondas, hasta perder la punta con Callum Ilott. Repitió victorias en Spa y Baréin 1, finalizando en el cuarto puesto en el campeonato con 177 puntos.
En la temporada 2021 renovó con la escudería italiana, teniendo de nuevo compañero al debutante Oscar Piastri. En su segundo año en la categoría consiguió dos victorias en Bakú y Silverstone respectivamente, además de sumar otros seis podios, pero no le alcanzaría al ruso para conseguir el título debido al gran dominio del campeonato por parte de su compañero de equipo.

### Fórmula 1

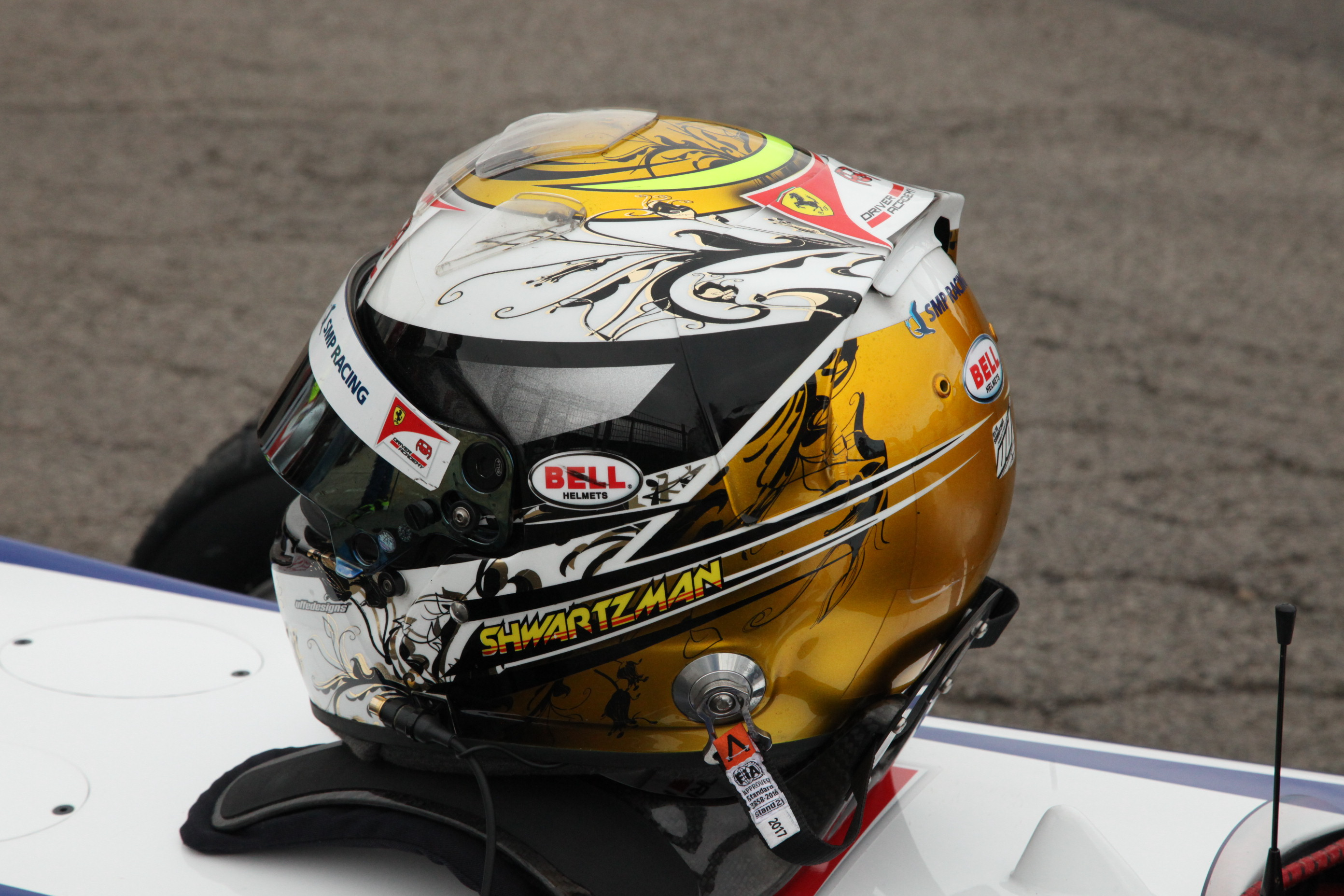
Casco de Shwartzman con el patrocinio de la Academia de pilotos de Ferrari en 2018.

Desde 2017 hasta 2024 formó parte de la Academia de pilotos de Ferrari, siendo piloto reserva de la escudería Ferrari en Fórmula 1 entre 2022 y 2024. En 2020, estuvo previsto que dispute los primeros entrenamientos libres del Gran Premio de Abu Dabi con la escudería Haas F1 Team, pero finalmente no figuró en la lista de participantes. A los pocos días participó en los entrenamientos postemporada con la Scuderia Ferrari. Al año siguiente, volvió a participar en las pruebas para jóvenes pilotos para Haas y Ferrari durante los entrenamientos de postemporada. Fue el más rápido en la sesión del segundo día con un tiempo de 1:25.348.
En 2022, Shwartzman fue anunciado como piloto probador de Ferrari. De participar en un Gran Premio, lo hará bajo la bandera israelí debido a las sanciones impuestas a Rusia tras el conflicto bélico con Ucrania. En septiembre del mismo año, Laurent Mekies, director de carrera de la escudería italiana, anunció la participación de Robert en los libres 1 del Gran Premio de los Estados Unidos al volante del Ferrari F1-75. Volvió a probar el monoplaza en Abu Dabi, y en las pruebas de postemporada la semana posterior a dicho Gran Premio. Logró el tercer mejor tiempo de la sesión, quedando detrás de los pilotos titulares Carlos Sainz Jr. (1.º) y Charles Leclerc (2.º).
En enero de 2023, fue anunciado como piloto reserva de la escudería de Maranello junto al italiano Antonio Giovinazzi. En el GP de los Países Bajos, manejó el Ferrari SF-23 en los libres 1.
En 2024, nuevamente en Países Bajos, Shwartzman condujo el Kick Sauber C44 de Valtteri Bottas en la primera sesión libre, repitiendo también con el equipo en Ciudad de México.

### GT World Challenge y pruebas en Fórmula E
En 2023 fue anunciada la incorporación de Robert Shwartzman al equipo AF Corse para correr en el GT World Challenge Europe Endurance Cup al volante de un Ferrari 296 GT3.
El 24 de abril de 2023, Shwartzman formó parte de las pruebas para jóvenes pilotos de Fórmula E, disputadas la semana posterior al ePrix de Berlín. Logró el quinto lugar en ambas sesiones, siendo su mejor tiempo 1:05.923 en la jornada de la tarde.

### Campeonato Mundial de Resistencia de la FIA

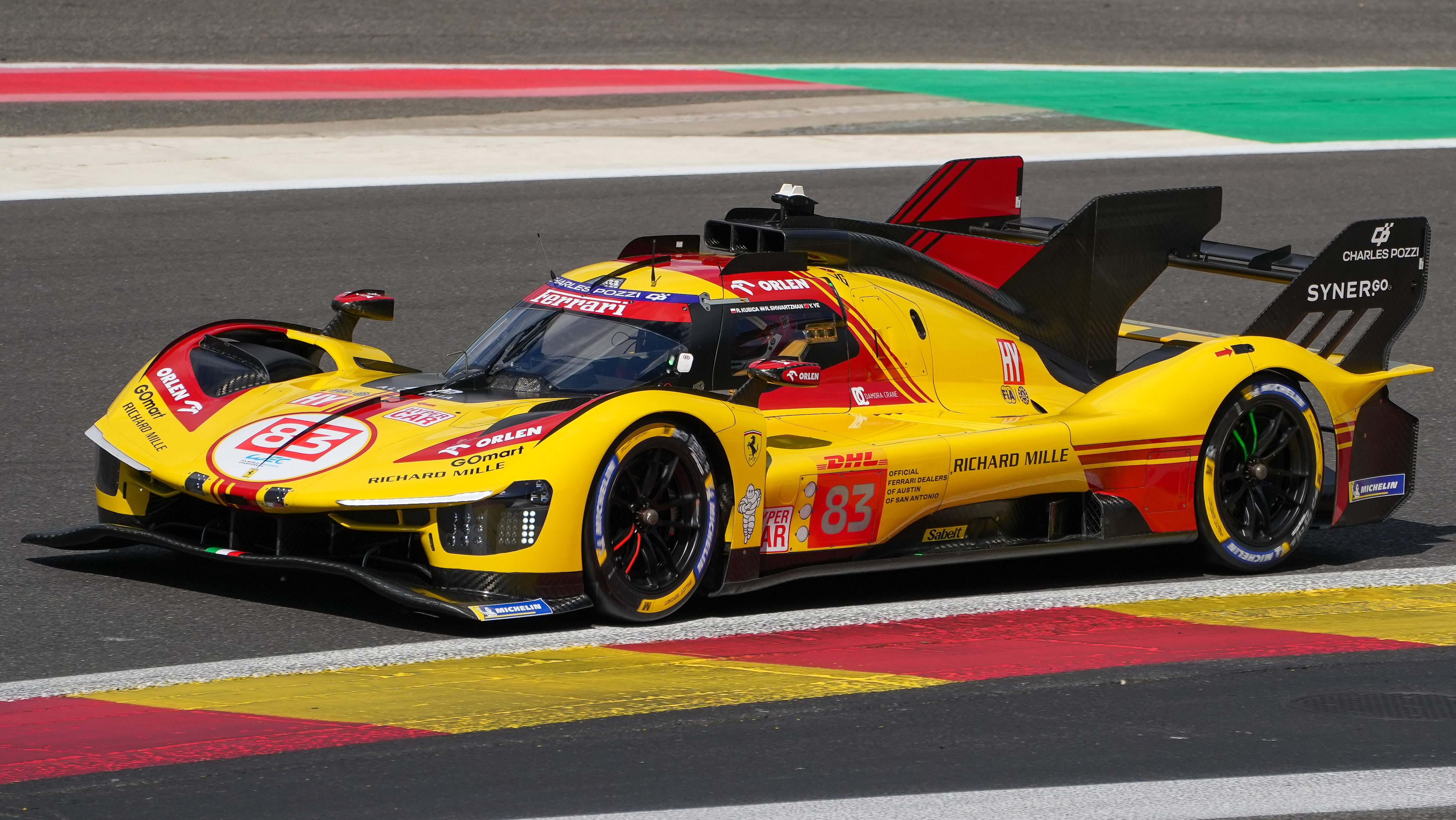
No.83 en las 6 Horas de Spa en 2024.

Shwartzman compitió en el Campeonato Mundial de Resistencia de la FIA 2024 para AF Corse, en la clase Le Mans Hypercar con el Ferrari 499P #83 junto a Ye Yifei y Robert Kubica. El trío ganó la Lone Star Le Mans, superando al Toyota GR010 Hybrid #7.

### IndyCar Series
A principios de enero de 2023, realizó pruebas de IndyCar Series con el equipo Chip Ganassi Racing, logrando el mejor tiempo en dicha sesión.
El 5 de noviembre de 2024, se anunció que Shwartzman competiría a tiempo completo en la categoría para Prema Racing en 2025, junto con su antiguo rival de Fórmula 2, Callum Ilott.
En mayo de 2025, Shwartzman sorprendió a la parrilla de IndyCar al clasificar su Prema Racing en la pole position para las 500 Millas de Indianápolis de 2025, convirtiéndose en el primer piloto debutante en lograrlo desde Teo Fabi en 1983. Esta también fue la primera pole position de Prema en IndyCar, siendo la primera vez del piloto y equipo en un circuito oval. Sin embargo, no terminó la carrera tras sufrir un accidente en boxes, pese a ello, fue galardonado con el premio de Novato del Año de la carrera.

## Resumen de carrera
| Temporada | Categoría                                              | Equipo                          | Carreras          | Victorias         | Poles             | VR                | Podios            | Puntos            | Pos.              |
| --------- | ------------------------------------------------------ | ------------------------------- | ----------------- | ----------------- | ----------------- | ----------------- | ----------------- | ----------------- | ----------------- |
| 2014      | Campeonato de Italia de Fórmula 4                      | Cram Motorsport                 | 6                 | 0                 | 0                 | 0                 | 0                 | 26                | 16.º              |
| 2015      | Campeonato de Italia de Fórmula 4                      | Mücke Motorsport                | 21                | 2                 | 4                 | 3                 | 8                 | 212               | 3.º               |
| 2015      | ADAC Fórmula 4                                         | ADAC Berlin-Brandenburg e.V.    | 20                | 0                 | 0                 | 4                 | 8                 | 167               | 4.º               |
| 2016      | Eurocopa de Fórmula Renault 2.0                        | Josef Kaufmann Racing           | 15                | 0                 | 0                 | 0                 | 1                 | 75                | 8.º               |
| 2016      | Copa de Europa del Norte de Fórmula Renault 2.0        | Josef Kaufmann Racing           | 15                | 2                 | 1                 | 2                 | 3                 | 206               | 6.º               |
| 2017      | Eurocopa de Fórmula Renault                            | R-ace GP                        | 23                | 6                 | 7                 | 7                 | 12                | 285               | 3.º               |
| 2017      | Copa de Europa del Norte de Fórmula Renault            | R-ace GP                        | 3                 | 0                 | 0                 | 0                 | 1                 | 0                 | NC†               |
| 2018      | Campeonato Europeo de Fórmula 3 de la FIA              | Prema Theodore Racing           | 30                | 2                 | 3                 | 1                 | 11                | 294               | 3.º               |
| 2018      | Gran Premio de Macao                                   | SJM Theodore Racing by Prema    | 1                 | 0                 | 0                 | 0                 | 0                 | N/A               | 9.º               |
| 2018      | Toyota Racing Series                                   | M2 Competition                  | 15                | 1                 | 3                 | 3                 | 9                 | 916               | 1.º               |
| 2019      | Campeonato de Fórmula 3 de la FIA                      | PREMA Racing                    | 16                | 3                 | 2                 | 2                 | 10                | 212               | 1.º               |
| 2019      | Gran Premio de Macao                                   | SJM Prema Theodore Racing       | 1                 | 0                 | 0                 | 0                 | 0                 | N/A               | DNF               |
| 2020      | Campeonato de Fórmula 2 de la FIA                      | PREMA Racing                    | 24                | 4                 | 0                 | 2                 | 6                 | 177               | 4.º               |
| 2020      | Fórmula 1                                              | Scuderia Ferrari                | Piloto de pruebas | Piloto de pruebas | Piloto de pruebas | Piloto de pruebas | Piloto de pruebas | Piloto de pruebas | Piloto de pruebas |
| 2021      | Campeonato de Fórmula 2 de la FIA                      | PREMA Racing                    | 23                | 2                 | 0                 | 3                 | 8                 | 192               | 2.º               |
| 2021      | Fórmula 1                                              | Scuderia Ferrari Mission Winnow | Piloto de pruebas | Piloto de pruebas | Piloto de pruebas | Piloto de pruebas | Piloto de pruebas | Piloto de pruebas | Piloto de pruebas |
| 2021      | Fórmula 1                                              | Uralkali Haas F1 Team           | Piloto de pruebas | Piloto de pruebas | Piloto de pruebas | Piloto de pruebas | Piloto de pruebas | Piloto de pruebas | Piloto de pruebas |
| 2022      | Fórmula 1                                              | Scuderia Ferrari                | Piloto de pruebas | Piloto de pruebas | Piloto de pruebas | Piloto de pruebas | Piloto de pruebas | Piloto de pruebas | Piloto de pruebas |
| 2023      | GT World Challenge Europe Endurance Cup                | AF Corse - Francorchamps Motors | 5                 | 1                 | 1                 | 0                 | 1                 | 36                | 8.º               |
| 2023      | Fórmula 1                                              | Scuderia Ferrari                | Piloto de pruebas | Piloto de pruebas | Piloto de pruebas | Piloto de pruebas | Piloto de pruebas | Piloto de pruebas | Piloto de pruebas |
| 2024      | Campeonato Mundial de Resistencia de la FIA - Hypercar | AF Corse                        | 8                 | 1                 | 0                 | 0                 | 1                 | 57                | 9.º               |
| 2024      | Fórmula 1                                              | Stake F1 Team Kick Sauber       | Piloto de pruebas | Piloto de pruebas | Piloto de pruebas | Piloto de pruebas | Piloto de pruebas | Piloto de pruebas | Piloto de pruebas |
| 2024      | Fórmula 1                                              | Kick Sauber F1 Team             | Piloto de pruebas | Piloto de pruebas | Piloto de pruebas | Piloto de pruebas | Piloto de pruebas | Piloto de pruebas | Piloto de pruebas |
| 2025      | IndyCar Series                                         | Prema Racing                    | Disputándose      | Disputándose      | Disputándose      | Disputándose      | Disputándose      | Disputándose      | Disputándose      |
| Fuente:   |                                                        |                                 |                   |                   |                   |                   |                   |                   |                   |

- † Shwartzman fue piloto invitado, por lo tanto no fue apto para sumar puntos.

## Resultados

### Campeonato Europeo de Fórmula 3 de la FIA
(Clave) (negrita indica pole position) (cursiva indica vuelta rápida)

| Año     | Equipo                | Motor    | 1       | 2       | 3        | 4       | 5       | 6         | 7       | 8         | 9       | 10      | 11      | 12       | 13      | 14      | 15      | 16      | 17      | 18       | 19      | 20      | 21      | 22      | 23    | 24      | 25      | 26      | 27      | 28      | 29      | 30      | Pos. | Puntos |
| ------- | --------------------- | -------- | ------- | ------- | -------- | ------- | ------- | --------- | ------- | --------- | ------- | ------- | ------- | -------- | ------- | ------- | ------- | ------- | ------- | -------- | ------- | ------- | ------- | ------- | ----- | ------- | ------- | ------- | ------- | ------- | ------- | ------- | ---- | ------ |
| 2018    | Prema Theodore Racing | Mercedes | PAU 1 8 | PAU 2 9 | PAU 3 6‡ | HUN 1 3 | HUN 2 5 | HUN 3 Ret | NOR 1 6 | NOR 2 Ret | NOR 3 7 | ZAN 1 8 | ZAN 2 7 | ZAN 3 11 | SPA 1 5 | SPA 2 4 | SPA 3 2 | SIL 1 8 | SIL 2 9 | SIL 3 10 | MIS 1 3 | MIS 2 9 | MIS 3 7 | NÜR 1 2 | NÜR 2 | NÜR 3 2 | RBR 1 2 | RBR 2 3 | RBR 3 1 | HOC 1 2 | HOC 2 5 | HOC 3 1 | 3.º  | 294    |
| Fuente: |                       |          |         |         |          |         |         |           |         |           |         |         |         |          |         |         |         |         |         |          |         |         |         |         |       |         |         |         |         |         |         |         |      |        |

- ‡ Como no se completó el 75% de la carrera, se otorgaron la mitad de los puntos.

### Campeonato de Fórmula 3 de la FIA
(Clave) (negrita indica pole position) (cursiva indica vuelta rápida puntuable)

| Año  | Escudería    | 1   | 1   | 2   | 2   | 3   | 3   | 4   | 4   | 5   | 5   | 6   | 6   | 7   | 7   | 8   | 8   | Pos. | Puntos | Ref.  |
| ---- | ------------ | --- | --- | --- | --- | --- | --- | --- | --- | --- | --- | --- | --- | --- | --- | --- | --- | ---- | ------ | ----- |
| 2019 | PREMA Racing | BAR | BAR | LEC | LEC | SPI | SPI | SIL | SIL | BUD | BUD | SPA | SPA | MNZ | MNZ | SOC | SOC | 1.º  | 212    | [ 8 ] |
| 2019 | PREMA Racing | 1   | 4   | 2   | 1   | 5   | 3   | 5   | 2   | 5   | Ret | 2   | 3   | 1   | 8   | 2   | 3   | 1.º  | 212    | [ 8 ] |

### Campeonato de Fórmula 2 de la FIA
(Clave) (negrita indica pole position) (cursiva indica vuelta rápida puntuable)

| Año  | Escudería    | 1    | 1    | 2    | 2    | 3   | 3   | 4    | 4    | 5    | 5    | 6   | 6   | 7   | 7   | 8   | 8   | 9   | 9   | 10  | 10  | 11   | 11   | 12   | 12   | Pos. | Puntos | Ref.   |
| ---- | ------------ | ---- | ---- | ---- | ---- | --- | --- | ---- | ---- | ---- | ---- | --- | --- | --- | --- | --- | --- | --- | --- | --- | --- | ---- | ---- | ---- | ---- | ---- | ------ | ------ |
| 2020 | PREMA Racing | SPI1 | SPI1 | SPI2 | SPI2 | BUD | BUD | SIL1 | SIL1 | SIL2 | SIL2 | BAR | BAR | SPA | SPA | MNZ | MNZ | MUG | MUG | SOC | SOC | SAK1 | SAK1 | SAK2 | SAK2 | 4.º  | 177    | [ 10 ] |
| 2020 | PREMA Racing | 3    | 4    | 1    | Ret  | 1   | 4   | 14   | 13   | 8    | 13   | 2   | 13  | 5   | 1   | 9   | 5   | Ret | 9   | 11  | 10  | 8    | 1    | 4    | 5    | 4.º  | 177    | [ 10 ] |

| Año  | Escudería    | 1   | 1   | 1   | 2   | 2   | 2   | 3   | 3   | 3   | 4   | 4   | 4   | 5   | 5   | 5   | 6   | 6   | 6   | 7   | 7   | 7   | 8   | 8   | 8   | Pos. | Puntos | Ref.   |
| ---- | ------------ | --- | --- | --- | --- | --- | --- | --- | --- | --- | --- | --- | --- | --- | --- | --- | --- | --- | --- | --- | --- | --- | --- | --- | --- | ---- | ------ | ------ |
| 2021 | PREMA Racing | SAK | SAK | SAK | MON | MON | MON | BAK | BAK | BAK | SIL | SIL | SIL | MNZ | MNZ | MNZ | SOC | SOC | SOC | YED | YED | YED | YMC | YMC | YMC | 2.º  | 192    | [ 40 ] |
| 2021 | PREMA Racing | 4   | Ret | 7   | Ret | 10  | 4   | 1   | 5   | 3   | 1   | 15  | 5   | 6   | 3   | 6   | 3   | C   | 4   | 5   | 3   | 2   | 4   | 2   | 5   | 2.º  | 192    | [ 40 ] |

### Fórmula 1
(Clave) (negrita indica pole position) (cursiva indica vuelta rápida)

| Año     | Escudería                 | 1   | 2   | 3   | 4   | 5   | 6   | 7   | 8   | 9   | 10  | 11  | 12  | 13     | 14  | 15     | 16  | 17  | 18  | 19     | 20     | 21  | 22     | 23  | 24  | Pos. | Puntos |
| ------- | ------------------------- | --- | --- | --- | --- | --- | --- | --- | --- | --- | --- | --- | --- | ------ | --- | ------ | --- | --- | --- | ------ | ------ | --- | ------ | --- | --- | ---- | ------ |
| 2022    | Scuderia Ferrari          | BHR | ARA | AUS | EMI | MIA | ESP | MON | AZE | CAN | GBR | AUT | FRA | HUN    | BEL | NED    | ITA | SIN | JPN | USA TD | MEX    | SÃO | ABU TD |     |     |      |        |
| 2023    | Scuderia Ferrari          | BHR | ARA | AUS | AZE | MIA | MON | ESP | CAN | AUT | GBR | HUN | BEL | NED TD | ITA | SIN    | JPN | QAT | USA | MEX    | SÃO    | LVG | ABU TD |     |     |      |        |
| 2024    | Stake F1 Team Kick Sauber | BHR | ARA |     | JPN | CHN | MIA | EMI | MON | CAN |     | AUT | GBR | HUN    |     | NED TD | ITA | AZE | SIN | USA    | MEX TD | SÃO | LVG    |     | ABU |      |        |
| 2024    | Kick Sauber F1 Team       |     |     | AUS |     |     |     |     |     |     | ESP |     |     |        | BEL |        |     |     |     |        |        |     |        | QAT |     |      |        |
| Fuente: |                           |     |     |     |     |     |     |     |     |     |     |     |     |        |     |        |     |     |     |        |        |     |        |     |     |      |        |

### 24 Horas de Le Mans
| Año     | Equipo   | Copilotos              | Automóvil    | Clase    | Vueltas | Pos. | Pos. Clase |
| ------- | -------- | ---------------------- | ------------ | -------- | ------- | ---- | ---------- |
| 2024    | AF Corse | Robert Kubica Ye Yifei | Ferrari 499P | Hypercar | 248     | DNF  | DNF        |
| Fuente: |          |                        |              |          |         |      |            |

### IndyCar Series
(Clave) (negrita indica pole position) (cursiva indica vuelta rápida)

| Año     | Escudería    | Motor     | 1      | 2      | 3      | 4      | 5      | 6       | 7      | 8      | 9      | 10     | 11     | 12    | 13     | 14     | 15     | 16  | 17  | Pos. | Puntos |
| ------- | ------------ | --------- | ------ | ------ | ------ | ------ | ------ | ------- | ------ | ------ | ------ | ------ | ------ | ----- | ------ | ------ | ------ | --- | --- | ---- | ------ |
| 2025*   | Prema Racing | Chevrolet | STP 20 | THE 22 | LBH 18 | ALA 25 | IGP 18 | INDY 26 | DET 16 | GAT 10 | ROA 27 | MDO 21 | IOW 20 | IOW 9 | TOR 16 | LAG 21 | POR 15 | MIL | NSH | 24.º | 183    |
| Fuente: |              |           |        |        |        |        |        |         |        |        |        |        |        |       |        |        |        |     |     |      |        |

- * Temporada en progreso.